# P190 «Слов'янськ»
«Слов'янськ» (до 2019 року — «Кушинг»; англ. WPB-1321 «Cushing») — патрульний катер типу «Айленд» B-серії, побудований для Берегової охорони США. 27 вересня 2018 року був переданий Україні. Бортовий номер P190, названий на честь міста Слов'янськ у Донецькій області.
3 березня 2022 року був потоплений літаком Російської Федерації внаслідок влучання ракети Х-31.

## Історія
Катер був побудований на суднобудівній корабельні Bollinger Shipyards, Inc. в Локпорті, штат Луїзіана, навесні 1988 року. 29 квітня 1988 р. спущений на воду, а 4 серпня того ж року був введений до складу Берегової охорони США на базі берегової охорони Мобіл, штат Алабама. Порт приписки Атлантік Біч, штат Північна Кароліна. Крайній доковий ремонт USCGC Cushing відбувся у 2014 році. 8 березня 2017 року «Кушинг» разом з однотипним катером WPB-1316 «Нантакет» (англ. Nantucket) був виведений зі складу берегової охорони США.

### Передача Україні
27 вересня 2018 року він разом із катером «Drummond» був переданий військово-морським силам України на базі в Балтиморі. На церемонії передачі був присутній командувач військово-морських сил України Ігор Воронченко та президент Петро Порошенко.
1 червня 2019 року катер вийшов у відкрите море для проведення навчань, де отримав бортовий номер P190 «Слов'янськ».
8 червня почався завершальний етап планових швартових, маневрувань та швидкісних випробувань, які проводилися українськими моряками разом з іноземними колегами, після чого проведені консервація і доправлення до Одеси у вересні 2019 року.
21 жовтня 2019 року на борту суховантажного корабля «Ocean Freedom» до Одеси прибули катери Військово-Морських Сил України «Слов'янськ» та «Старобільськ» (б/н P191). Вже 23 жовтня обидва катери були спущені на воду і пришвартувалися біля причалу Практичної Гавані. 
Введення до складу ВМС відбулось 13 листопада 2019 року.
На початку липня 2021 року патрульні катери «Старобільськ» та «Слов'янськ» типу Island пройшли самооцінку НАТО першого рівня. Самооцінка першого рівня патрульних катерів проводилась офіцерами-оцінювачами ВМС ЗС України в рамках проведення першої морської фази міжнародних навчань «Сі Бриз — 2021». Після підтвердження перевірки, наступним буде вже оцінювання першого рівня під керівництвом експертної групи представників країн альянсу.
На початку серпня 2021 року катер «Слов’янськ» типу «Айленд» взяв участь у тренуванні типу PASSEX поблизу берегів Грузії. Грузинська сторона також залучила катер «Очамчірі» типу «Айленд» Берегової охорони Грузії та патрульний катер «Сухумі» Департаменту прикордонної поліції. Метою тренування було підтримання безпеки в Чорному морі, вдосконалення навченості й взаємосумісності екіпажів кораблів ВМС України та грузинських військових моряків для виконання спільних морських операцій у складі багатонаціональних тактичних груп. Під час навчання у визначеному районі було відпрацьовано елементи з тактичного маневрування, порятунок людини, що випала за борт та передача вантажів. Окрім того, відпрацьовували практичні дії з буксирування 
У листопаді 2021 року долучився до міжнародних навчань у Чорному морі за участі флотів США, Румунії та Туреччини.

### Російське вторгнення
24 лютого 2022 року з перших годин повномасштабного вторгнення РФ в Україну під масовані ракетні обстріли потрапили населені пункти Причорномор'я. «Слов'янськ» вивели в море. Моряки чергували цілодобово. Росія сильно пошкодила навігаційну систему в Очаківському порту. Завдяки навігаційному комплексу, який мав катер, моряки доповідали про обстановку навколо.
3 березня 2022 року о 2-й годині ночі катер здійснював розвідку в районі Кінбурнської коси. Близько 12.30 год. в правий борт в район машинного відділення влучила ракета Х-31, випущена літаком Російської Федерації. Після цього катер почав тонути. Екіпаж розпочав екстренну евакуацію та поплив до рятувального плоту, що був скинутий на воду. На той час температура води була приблизно +4-5 градусів. Члени екіпажу мали лише рятувальні жилети. Після того як частина команди дісталася плоту, виявилося, що 11 членів екіпажу зникли безвісти. В ході пошуково-рятувальної операції частину екіпажу вдалося врятувати, але решта моряків зникла безвісти.
Втрату патрульного катера у своїй промові з нагоди Дня Незалежності України 24 серпня 2022 року підтвердив Верховний Головнокомандувач Збройних Сил України Президент України Володимир Зеленський.

## Командування
- капітан-лейтенант Дамір Аулін (з 2019) — зник безвісти під час відбиття російського вторгнення[18][19]

## Тактико-технічні характеристики
Тактико-технічні елементи:
- Водотоннажність нормальна — 138 т, повна — 155 т, довжина 33,53 м (110 футів) сталевий корпус і алюмінієва надбудова.
- Силова установка: двохвальна дизельна енергетична установка Paxman Valenta 16-PR 200-M потужністю 5 280 к.с. (3,940 МВт) + 2 дизель-генератори Caterpillar 3304T (135 к.с.). Загальна потужність 6200 к.с. забезпечує швидкість до 29,5 уз (54,6 км/год).

Через цю та інші модифікації патрульні човни згруповані в A (WPB 1301-WPB 1316), B (WPB 1317-WPB 1337) і C (WPB 1338-WPB 1349) серії.
- Екіпаж складає 16—18 осіб, в тому числі 2-3 офіцери.
- Автономність: п'ять діб.
- Катери обладнані РЛС AN/SPS-73, моторним жорстко-корпусним надувним човном (RHI)[en].
- Озброєння складається з 25-мм автоматичної корабельної артилерійської установки 2М-3М і двох 12,7-мм кулеметів М2НВ.[21]

## Галерея

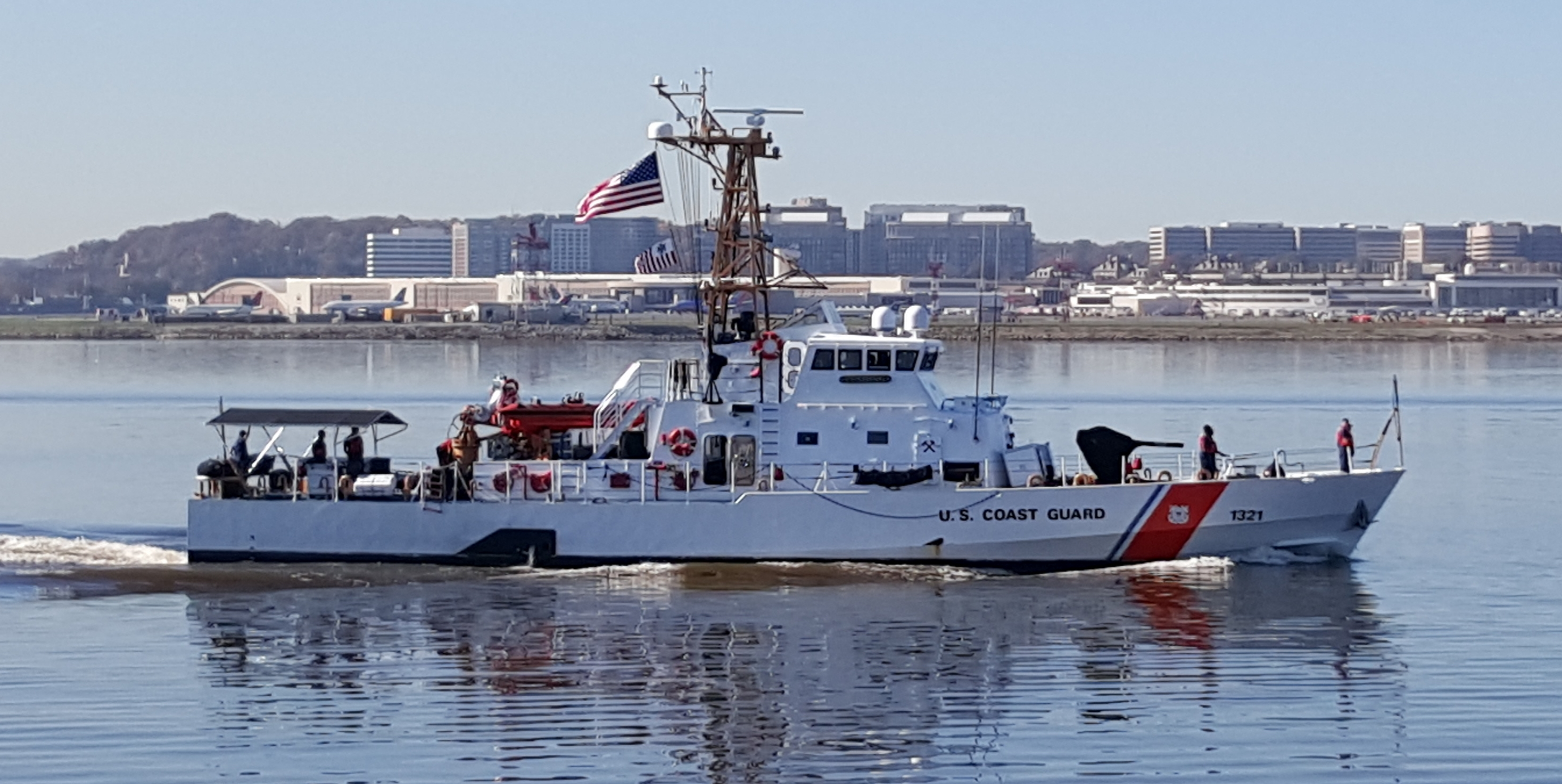
«Cushing» під час патрулювання
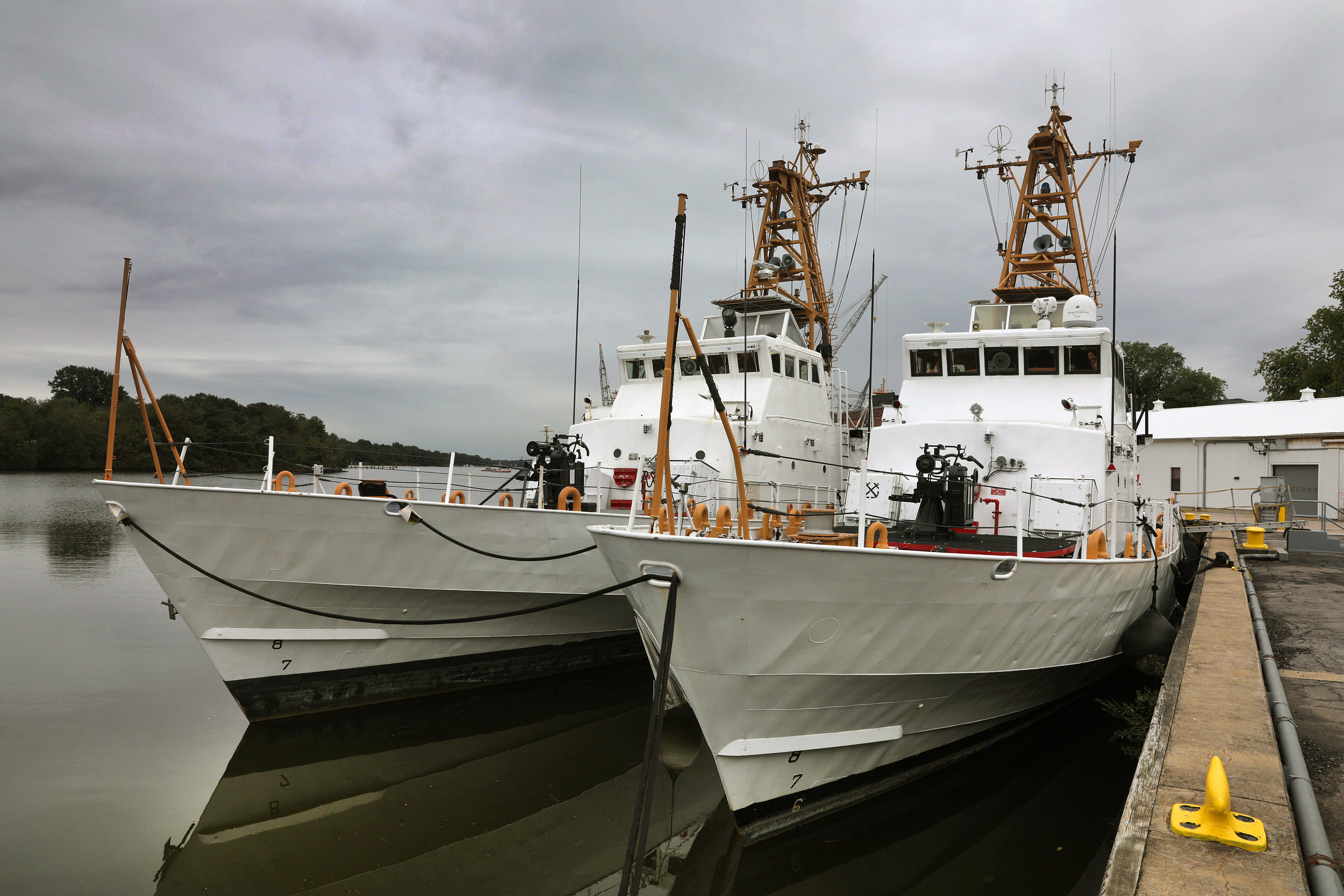
«Drummond» та «Cushing» разом
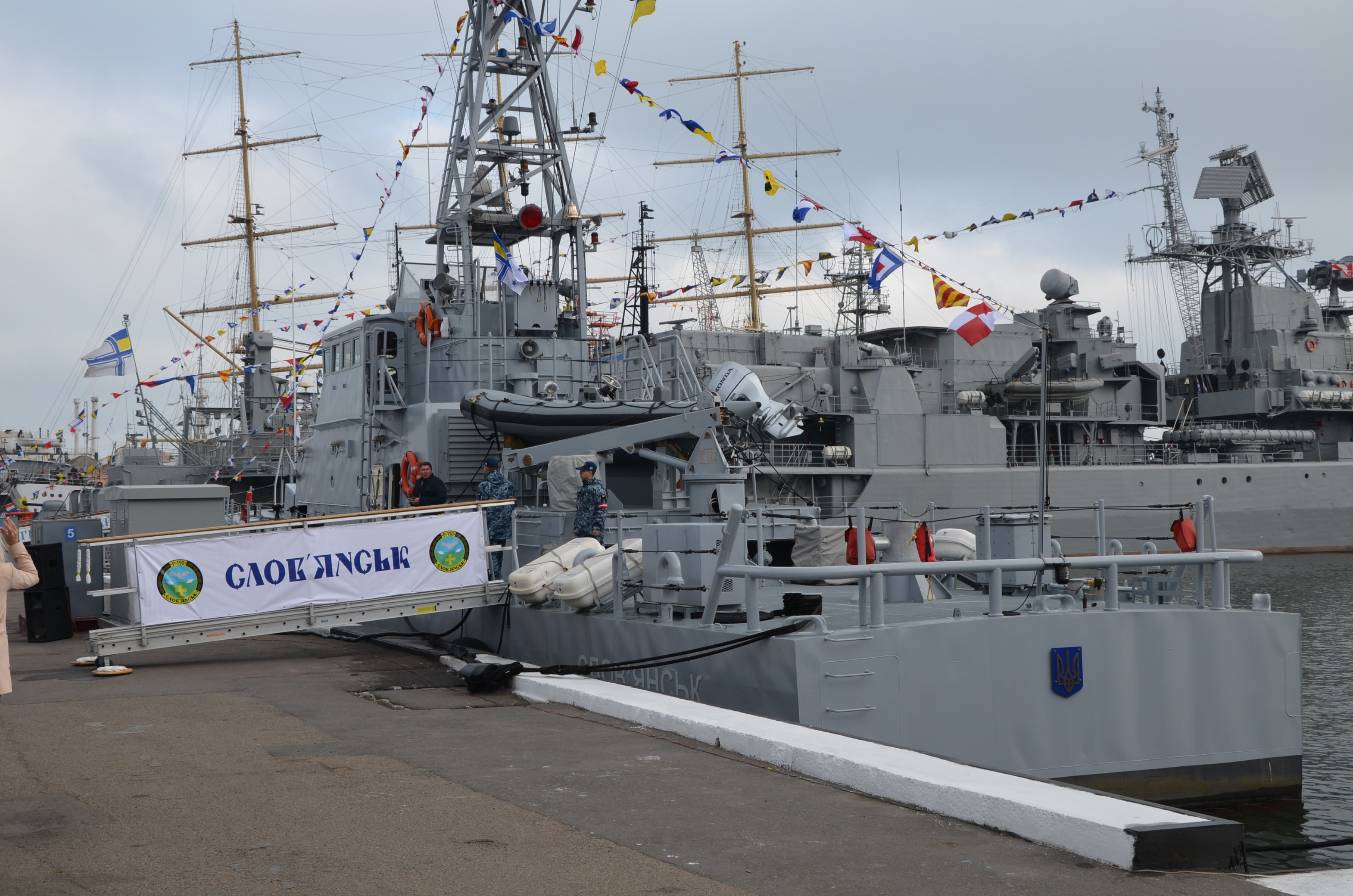
P190 «Слов'янськ»